# 新Macross級移民船團
新Macross級移民船團是日本科幻動畫《超時空要塞》系列中人類往宇宙進行長距離移民所使用的一系列宇宙船團，由地球統合宇宙軍建立和營運，取代舊型移民船Megaroad級。
首個新Macross級移民船團Macross 1（又稱「第31次超長距離移民船團」）於2030年正式從地球出發，單次移民規模首次到達100萬人，及後的新Macross級移民船團分別由地球和殖民星伊甸建造和出發。根據初期的設定，新Macross級移民船團只有13隊；但在《超时空要塞 Frontier》中這設定被修改，船團數量增加至最少25隊。

## 基本組成

### 主艦
新Macross級移民船團的主艦共分兩部份，分別是軍用的戰鬥區（Battle Section）和平民的居住區。
戰鬥區
戰鬥區是一艘新Macross級航空母艦（New Macross Class Aircraft Carrier），一般名為「Battle」，是整個移民船團（包括生活艦和護航戰艦）的旗艦（例如Macross 7船團），或是護航艦隊的旗艦（例如Macross Frontier船團）。平時，戰鬥部份位於主艦的艦首，與居住區連接。戰鬥時可以與居住區分離，分離後可以變型為外表為人形的強攻型態。
一般而言，新Macross級戰艦全長約1600米。艦上有多個砲台，前方設有艦載機發射跑道。其主炮是獨立的炮艦（Gunship），必要時可以隨時與艦身主體分離。
居住區
居住區一般採取開放式設計，上半部是平民生活的區域，由巨大的透明罩覆蓋。透明罩之上設有一不透明外蓋，平時會呈貝殼狀打開；在戰鬥或進行Space Fold期間會降下，把船身完全密閉，以提供額外保護。外蓋亦有模擬晴天、黑夜等天空景色的功能。船內模仿地球環境建立城市、森林、湖泊等，並可人工製造風、雨等天氣現象。
居住區的「地底」是動力系統和控制室的所在地。
Island Cluster級移民船
Island Cluster是新Macross級移民船的新設計、第五世代移民船。由於設計上與以往的新Macross級移民船不同，故使用Island Cluster設計的移民船又被稱為「Island Cluster級移民船」。
在以往的船團，主艦居住區和其他民用艦（包括農業艦、工業艦、消閒艦等）互相分離；而Island Cluster設計的特點則是把各民用艦直接連結，組成完整的封閉生態系統。

### 軍艦
為確保船團安全，各船團均有護航艦隊保護。
關塔那摩（グァンタナモ）（Guantanamo）級航空母艦
在《Macross Plus》、《Macross 7》及《Macross Frontier》中均曾經出現。此級船艦分別於地球執行防衛任務和在各船團護航。
浦賀（ウラガ）（Uraga）級突擊空母
在《Macross 7》及《Macross Frontier》中均曾經出現。
波倫亞（Bolognese）級驅逐艦
統合軍標準驅逐艦。
天津四（Deneb）級重巡洋艦
在《Macross VF-X2》和《Macross Frontier》中曾經登場，是大財團私人武裝船艦。

## 船團

### Macross 1
新Macross級移民船一號艦，於2030年出發，未裝設貝殼狀護罩，總長約7770公尺。2037年抵達行星拉格納展開殖民。

### Macross 5
在動畫《超時空要塞 7》中短暫登場。在發現適居行星拉克斯並降落之後不久被Varauta軍摧毀，其軍民被原始惡魔俘虜及操控。

### Macross 7
又稱「第37次超長距離移民船團」，是動畫《超時空要塞 7》的主要背景。其主艦的戰鬥區名為「Battle 7」，是整個船團的旗艦。居住區名為「City 7」，由一名獨立於統合軍的市長主管，統合軍在居住區的活動必須由市長批准。各式隨行的船艦約1,000隻、總人口達100萬人以上。
Battle 7
全長約1,510公尺、全備質量約777萬噸。變型為巨大的機器人外型時，可發射主砲。於TV版動畫第49話時，被擊毀。
City 7
全長約6,210公尺。居住區約35萬人民間人士。
愛因斯坦號
科学技術研究實驗艦，外觀為金字塔外型的艦体。全長約3,000公尺，質量約2.25億噸。乘員為科学者與其家族約5萬人。
太陽花號
生產農作物與蓄養家畜的農業艦。艦体外觀類似葵花（太陽花）。全長約4,850公尺、質量約3.2億噸、乘員約15萬人？
三星號
具有以大型反應爐與工業施設集中的工廠艦。日用品與各式工業品的生産。全長約5,500公尺、質量約59.5億噸、乘員約15萬人。　
好萊塢號
娛樂設施和景點，電影製片廠的娛樂船。全長約3,500公尺、質量約5.3億噸、乘員約5萬人。
武道艦
五角形巨大音樂會場的船艦。Macross Dynamite 7的OP時，初登場，舞台漂浮於中央的空中。

### Macross 11
在《超时空要塞 Frontier》第二十五集中短暫登場，使用Island Cluster設計。Macross 11以美式英語為主要語言，模仿搖滾樂隊Fire Bomber的樂隊Fire Bomber American亦居於此。

### Macross 13
原計劃為新Macross級13號船團，但建造計劃被取消。省下來的資金被用作建造新Macross級航空母艦，艦名沿用「Macross 13」。Macross 13最終於2050年遭反統合政府組織ビンディランス擊沉。。

### Macross Galaxy
新Macross級21號船團，是採用密閉式設計的化工型船團。船團上人體晶片植入是合法且非常普遍的事情，也有生化人的存在。
Battle Galaxy
Macross Galaxy的新Macross級可變型航空母艦。
土司空號（カイトス）（Kaitos）
天津四級重巡洋艦。遭受Vajra攻擊，被Vajra戰艦以主炮摧毀。
芻蒿六號（デネブ）（Dulfim）
天津四級重巡洋艦。遭受Vajra攻擊，後獲Macross Frontier所派遣的救援艦隊所救。

### Macross Frontier
新Macross級25號船團，總計第55次超長距離移民船團，簡稱「Frontier」，是動畫《超时空要塞 Frontier》的主要背景。主艦使用Island Cluster設計，人口約1000萬，屬於生態型移民船團，空氣、水和有機物均在船內循環，能夠以最小限度的補給實現長距離航行。
Macross Frontier船團擁有獨立國家地位，總統為政府首腦，並有民選議會，有權自行立法。總統除了主管國內的行政外，也是護航艦隊的總司令，也是船團內唯一有權下令使用反應彈的官員。船團內的法律禁止人體植入晶片，並對生態系統作嚴格保護。
Battle Frontier
Frontier內部代號「Battle 25」，新Macross級可變型航空母艦，是Macross Frontier船團護航艦隊的作戰指揮中心兼臨時政府所在地。平時位於Island One艦首，戰鬥時可以與Island One分離，分離可以變型為外表為人形的強攻型態。
Island One
Macross Frontier船團的主島與行政中心，半數以上的船團居民居住於此。船身直徑15公里，高2公里。
Island Three
Macross Frontier船團的農業艦兼觀光景點，全長8公里、直徑3公里，呈圓筒形。艦內完整模擬地球環境，並容許祖拿達人以巨人的體型生活（巨人對物資需求比普通人類多，對長期無補給的殖民艦隊是龐大負荷）。另外，艦上亦設立了外星生物研究所，是對Vajra進行研究的主要設施。
在《超时空要塞 Frontier》中被Fold炸彈「Micro Dimension Eater」摧毀。
Island 14
在《超时空要塞 Frontier》中被廢棄。
Island 15
在《超时空要塞 Frontier》中被凍結。

### Macross 29
2012年音樂劇《Macross The Musicalture》的舞台。